# Щербаков (Тульская область)
Щербаков — поселок в Одоевском районе Тульской области в составе сельского поселения Северо-Одоевское.

## География
Поселок находится в юго-западной части Тульской области на расстоянии приблизительно 10 км по прямой на север по прямой от города Одоев, административного центра района.

## История
В 1939 году здесь было отмечено 7 дворов.

## Население
Постоянное население составляло 6 человек (русские 100 %) в 2002 году, 1 в 2010.